# Château de Pontarmé
Le château de Pontarmé est un château français situé à Pontarmé, dans le département de l'Oise. Les façades et toitures de la porte fortifiée, le pont sur les douves lui faisant face et l'ensemble des douves entourant le château ont été inscrits monument historique par arrêté du 6 octobre 1986.

## Localisation
Le château est situé en France, dans la région Hauts-de-France et dans le département de l'Oise, sur la commune de Pontarmé, à la sortie nord du village près de la RD 1017, ex RN 17, chemin du Vieux Château. La forêt de Chantilly commence immédiatement au nord du château. La façade principale et la porte fortifiée sont orientées vers l'ouest, sur les prairies de la vallée de la Thève. L'eau de la petite rivière alimente les douves entourant toujours l'ensemble du château, formant ainsi une île d'une forme à peu près carrée.

## Histoire
Les premières mentions d'une seigneurie de Pontarmé datent du XIIe siècle, quand elle appartient à la puissante famille des Bouteillers de Senlis, qui possède également d'autres seigneuries dans les environs : Bray, Chantilly, Coye, Ermenonville, Luzarches, Montépilloy, Montmélian et Thiers-sur-Thève. La seigneurie a comme suzerain l'évêque de Senlis. D'après Philippe Seydoux, les Bouteillers de Senlis auraient fondé le château de Pontarmé au XIIIe siècle, mais elle ne restera en tout cas plus longtemps maîtresse des lieux. En effet, au cours du même siècle, Thibaud de Beaumont devient seigneur de Pontarmé par mariage avec Jeanne la Bouteillière, fille de Raoul le Bouteiller. À la mort du seigneur en 1278, ses enfants vendent la moitié du village de Pontarmé ainsi que le village voisin de Thiers avec son château à l'évêque de Beauvais. L'autre part du village de Pontarmé devient la propriété d'Anseau ou Ancelin, frère de Jeanne la Bouteillière. Mourant en 1309 sans postérité, son neveu Adam hérite de la seigneurie de Pontarmé, et après son décès en 1328, elle revient à son fils Jean,.
Entre 1351 et 1353, différents membres de la famille des Bouteillers vendent la plupart de leurs possessions, rachetées en grande partie par Robert de Lorris, chambellan du roi. Ce dernier devient ainsi seigneur de Pontarmé (aux côtés de l'évêque de Beauvais bien entendu). Accusé avec d'autres conseillers du Roi d'être en partie responsable de la défaite de Poitiers en 1356, de Lorris échappe de peu à la confiscation de ses biens. Lors de la Grande Jacquerie en 1358, le seigneur se trouve dans son château de Thiers qui est pillé et incendié. Robert de Lorris et sa famille demeurent sains et saufs moyennant des promesses faites aux insurgés, et il paraît que le château de Pontarmé est épargné : en effet, il n'est pas mentionné dans l'action en justice que le seigneur intente aux saccageurs de ses châteaux d'Ermenonville et de Montépilloy. De Lorris vit encore pendant une vingtaine d'années. Ensuite, Pierre Lorfèvre, avocat en Parlement, rachète successivement de sa veuve diverses terres à Pontarmé, et sa famille finit par devenir seigneur du lieu.
En attendant, ce qui reste de la part des Lorris sur la seigneurie de Pontarmé passe à Isabelle ou Ysabeau de Montmorency, veuve de Guérin dit Lancelot, l'un des deux fils de Robert n'ayant guère survécu à son père. Ysabeau et Guérin ont une fille Jehanne de Loris, qui épouse en premières noces Guy Choisel, seigneur de Chennevières, et en secondes noces, Pierre de Pacy, écuyer. Le couple reste sans postérité, et après la mort de Pierre de Pacy qui suit sa femme dans la tombe, les descendants de Jehanne vendent la seigneurie de Pontarmé à Maurice de Rully, échanson du roi, par acte du 28 mai 1414. Il contient une description succincte du château : « Un bel hostel notable avecques toutes ses appartenances et appendances tant en maisons, granches, jardins, fossés estant environ ledict hostel... ». Or, Maurice de Rully meurt dès 1422, et Pontarmé passe entre les mains de son frère Philippe, conseiller du Roi au Parlement de Paris et trésorier de la Sainte-Chapelle. En pleine guerre de Cent Ans, le château est démantelé en 1431 sur la demande des habitants de la ville de Senlis qui se plaignent qu'il soit devenu un repaire de brigands. Cela indique que Philippe de Rully n'habite apparemment pas le château. Son neveu Pierre de Chauvigny lui succède en 1439.

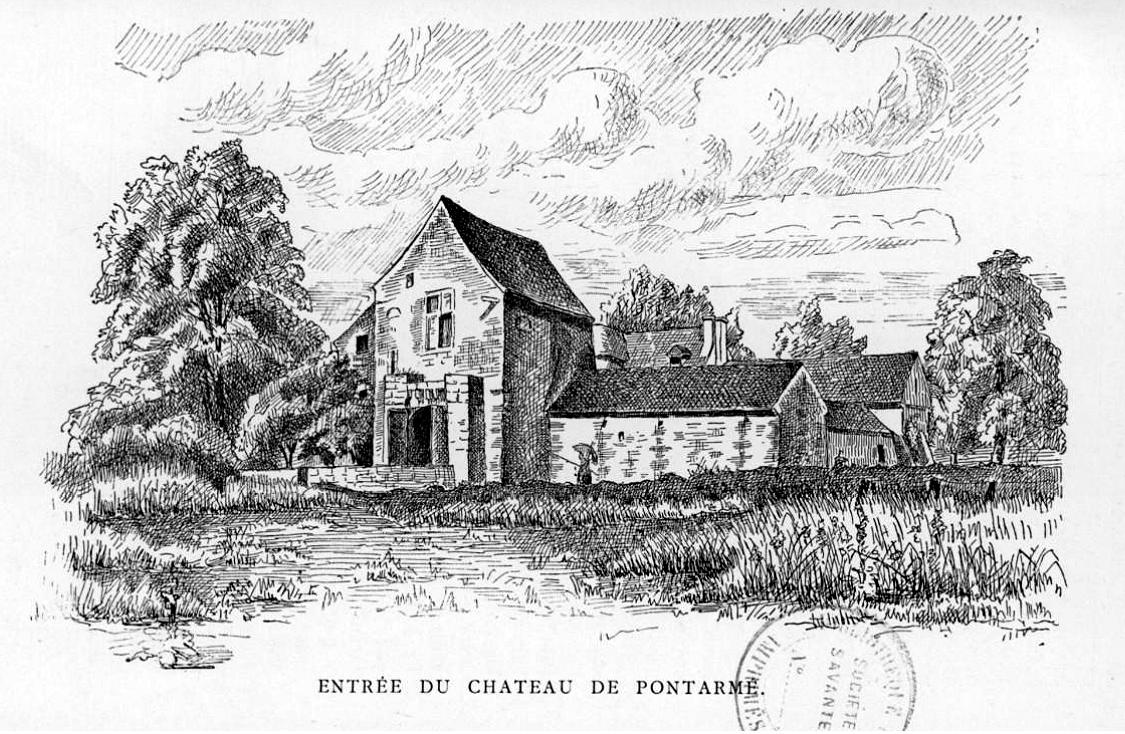
La porte fortifiée du château vers 1894.

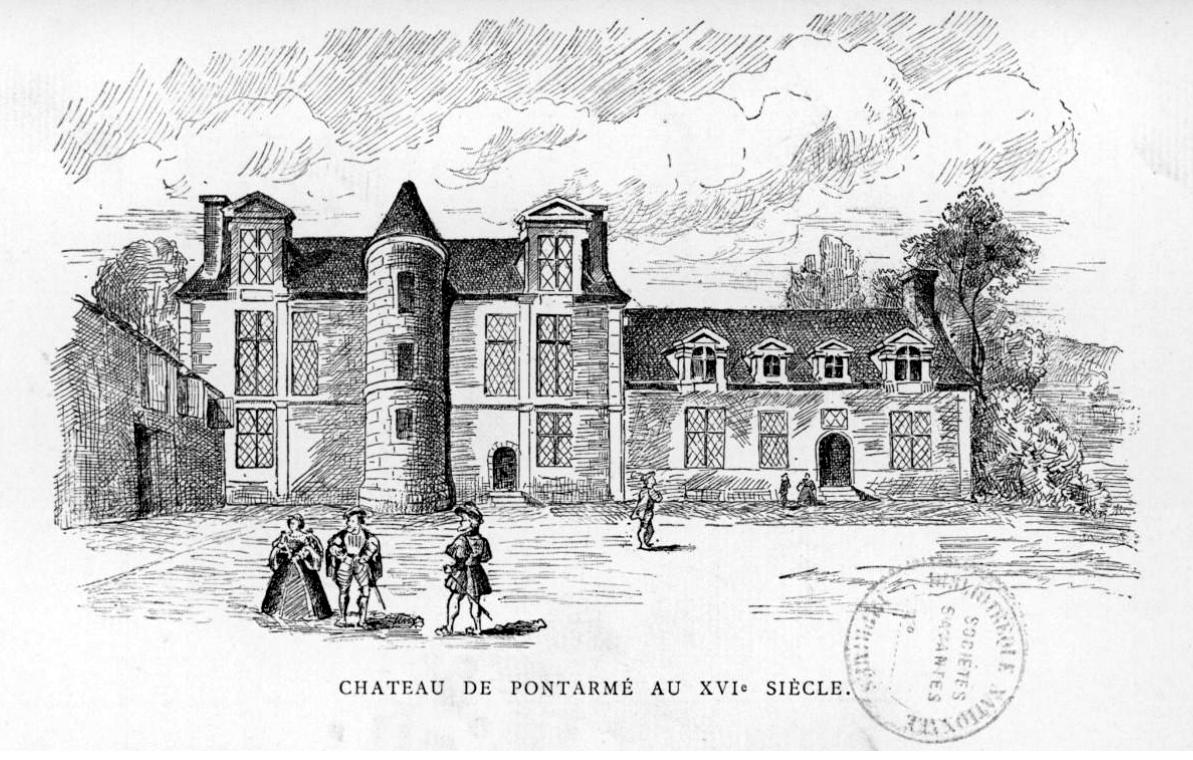
Façade du logis sur la cour, situation au XVIe siècle (reconstitution de 1894).

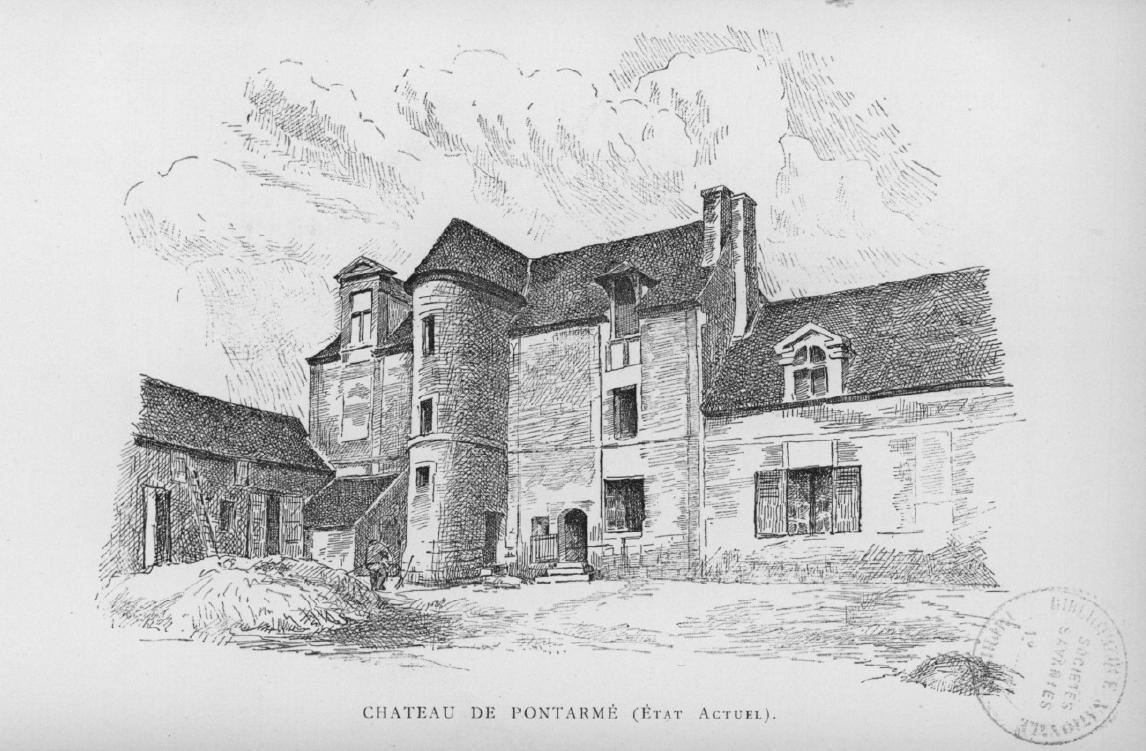
Façade de l'ancien logis sur la cour, situation vers 1894.

Avec la désolation qu'apporte la guerre dans les environs de Senlis pendant le second quart du XVe siècle, les propriétés perdent considérablement en valeur, et c'est peut-être pour cette raison que sur le conseil de son bailli, Pierre de Chauvigny vend Pontarmé par acte du 25 janvier 1452 à Jean de Chalon. Ce fils de Jean III de Chalon-Arlay est chevalier, chambellan du roi, seigneur de Ligny-le-Châtel et accessoirement bâtard de Tonnerre. Le 24 février 1448, Jean de Chalon a justement pris comme épouse Jeanne Lorfèvre, fille de Pierre Lorfèvre mentionné ci-dessus. Les très nombreux biens de ce dernier ne sont partagés entre ses enfants que le 7 mai 1453 en présence de sa veuve, Jeanne de Lallier. L'union de Jean et Jeanne, âgée de quatorze ans seulement au moment du mariage, n'est ni longue ni heureuse, comme l'indique l'action en justice qu'elle intente aux exécuteurs testamentaires de son mari en 1455. Alors qu'elle apporta l'Hôtel des monnaies à Paris dans le mariage, Jean l'obligea d'habiter avec lui à Valençay, à Tonnerre ou en d'autres lieux éloignés afin de mieux pouvoir l'asservir. Remariée entretemps avec Thomas de La Lande, elle finit par obtenir gain de cause par sentence du 24 janvier 1459, et l'année suivante, les deux époux obtiennent chacun une part de la seigneurie (indivise) de Pontarmé (toujours, bien entendu, sans la part appartenant toujours à l'évêque de Beauvais).
Il reste en suspens si le mariage de Jeanne Lorfèvre et Jean de Chalon fut long et heureux ; toujours est-il qu'en 1477, Jeanne est mariée à Pierre de Fresnes depuis une date inconnue. Par ailleurs, la nièce de ce second époux avait épousé le frère de Jeanne, nommé également Pierre tout comme leur père. Pierre de Fresnes n'ayant pas apporté de biens dans le mariage, la seigneurie de Pontarmé souffre de revenus insuffisants, ce qui entraîne sa vente à Pierre Lorfèvre et Geuffrine Baillet, sa femme, par acte de 11 août 1493. Le couple de seigneurs de Pontarmé s'acquitte ainsi d'une partie de ses dettes encourues envers Pierre Lorfèvre. Resté sans enfants, il se réserve toutefois l'usufruit du château, mais les deux époux meurent quelques années plus tard, en tout cas avant 1499. Bertrand et Jeanne, les deux enfants de Pierre Lorfèvre et Geuffrine Baillet, sont les cohéritiers. Il paraît que c'est Bertrand qui devient seigneur de Pontarmé. Sa femme Valentine Lhuillier est veuve en 1532. Étant donné le style du château et le manque de moyens du précédent couple de seigneurs, il est donc fort probable que ce sont Bertrand et Valentine Lorfèvre qui font bâtir le château actuel au premier quart du XVIe siècle sur les débris du premier château démantelé en 1431. Son intérêt principal doit être la chasse dans les forêts environnantes, puisque le centre de la vie de tous les membres de la famille Lorfèvre est Paris, où ils occupent différentes fonctions.
Retiré sans son château de Chantilly, le connétable Anne de Montmorency cherche à racheter l'ensemble de la forêt de Chantilly pour agrandir justement son domaine de chasse à courre. Puisque les quatre enfants de Bertrand et Valentine Lorfèvre sont toutes des filles mariées à des seigneurs habitant loin de Pontarmé, il est facile pour le connétable de négocier séparément avec eux pour racheter leurs parts, après la mort de leurs parents. Ces ventes s'effectuent entre mai 1543 et novembre 1545. Un état des lieux de 1632 décrit sommairement le château : « un corps de logis bas, auquel il y a cuisine, salle, chambre hautes, grenier, caves, grange contenant quatre travées, ci-devant fondues et démolies par vieillesse et outrage de vent et à présent refaite de neuf, quatre écuries tant à chevaux qu'à vaches, donjon sur la porte et pont-levis, auquel il y a chambre haute, grenier et coulombier à pigeon, le tout tenant ensemble et couvert de tuiles ». Après la décapitation du duc Henri II de Montmorency le 30 octobre 1632 sur ordre du roi, ce dernier se réserve l'usufruit du domaine de Chantilly, mais laisse la nue-propriété à la sœur du duc, Charlotte-Marguerite, épouse de Henri II de Bourbon-Condé. La seigneurie de Pontarmé reste incorporée dans le domaine de Chantilly jusqu'à la Révolution française. Sous les ducs de Montmorency et les princes de Condé, le logis du château sert uniquement de relais de chasse, et les communs du château avec leurs écuries sont exploités en tant que ferme. À un moment inconnu, sans doute après la Révolution, le logis perd définitivement son caractère résidentiel et est lui aussi transformé en bâtiment d'exploitation. Cette situation dure jusqu'en 1910, quand le château change de propriétaires. Sous ses nouveaux propriétaires, le château est successivement restauré et retrouve sa vocation résidentielle. Les façades et toitures de la porte fortifiée, le pont sur les douves lui faisant face et l'ensemble des douves entourant le château ont été inscrits monument historique par arrêté du 6 octobre 1986.

## Description
Le château comporte plusieurs bâtiments ordonnés autour d'une cour rectangulaire. Seulement deux présentent un intérêt archéologique et historique : la porte fortifiée à l'ouest et le logis sur toute la longueur du côté est, avec une partie comportant un étage. Une aile fermant la cour au nord est encore visible sur le plan de 1764, mais a disparu depuis. Les autres éléments sont dénués de caractère. L'aile basse faisant suite à la porte fortifiée au nord et le bâtiment en retour d'équerre ne datent que du XXe siècle, quand la ferme a été retransformée en château. L'autre aile basse faisant suite à la porte fortifiée au sud et le bâtiment fermant la cour côté sud ont perdu leur identité à la suite des remaniements successifs.

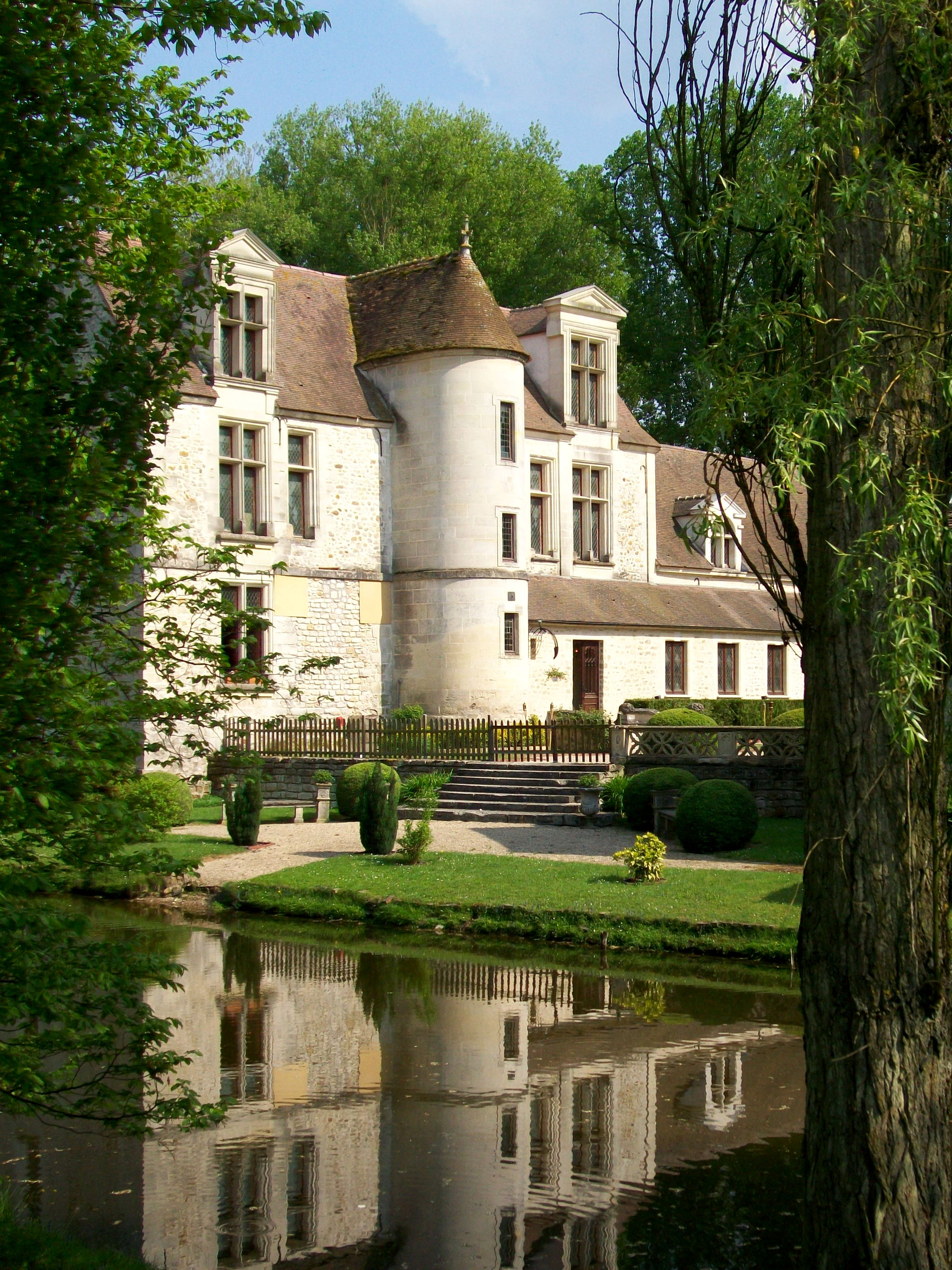
Logis du château après reconstitution.

Le logis a recouvert ses fenêtres à meneaux caractéristiques de l'époque Renaissance. Sa partie nord doté d'un étage est précédée, côté cour, par une tourelle d'escalier en forme de fer à cheval. C'est le seul élément du château bâti entièrement en pierre de taille, mais uniquement les premières assises sont encore anciennes. Deux des trois grandes lucarnes à fronton triangulaire (dont une côté douves) ont également été entièrement reconstituées. La partie sud du logis est dépourvue d'étage, et côté cour, la façade est dissimulée derrière une galerie récente cadrant peu avec le style du château. Le toit est garni par deux lucarnes en bâtière, et cinq autres s'ouvrent côté douves. La discontinuité de l'appareil avec changement de forme des moellons fait bien ressortir les portions reconstruites et montre à quel point le logis primitif avait été mutilé du temps que le château servait de ferme. À l'intérieur, le rez-de-chaussée et l'étage comportent chacun deux salles chauffées par des cheminées, séparées par un cabinet. Malgré un caractère authentique au premier regard, le logis est avant tout une reconstitution inspirée de l'architecture du XVIe siècle, ce qui explique qu'il n'a pas été retenu pour l'inscription aux monuments historiques.
La porte fortifiée est précédée d'un pont de pierre, ayant remplacé le pont-levis. La porte cochère en anse de panier est surmontée par des mâchicoulis remontant aux origines du château, et flanquée par deux grosses piles s'arrêtant au-dessus des mâchicoulis. Côté cour, le porche s'ouvre sous un arc en tiers-point. L'étage comporte une chambre éclairée depuis l'ouest et l'est par deux grandes fenêtres à meneaux, dont la première au moins remonte à la Renaissance. Côté sud et côté nord, l'on voit deux petites fenêtres rectangulaires séparées par un meneau et s'inscrivant sous des arcs de décharge plein cintre. Un colombier avait été aménagé sous les combles. À l'angle nord-ouest, le mur est percé de deux barbacanes, et un annexe couvert d'un toit en appentis est accolé à l'édifice. Ses petites fenêtres, tantôt rectangulaires, tantôt en arc brisé, sont encadrées par des moulures.
Plusieurs salles du château sont proposées en location pour des réceptions, fêtes et séminaires.
Le château accueille aujourd'hui un établissement scolaire privé Montessori, fondé par une ancienne membre du groupe de musique des Brigandes, proche de mouvements d'extrême-droite. Cet établissement est fermé par la préfecture de l'Oise en octobre 2023.

## Film tourné au château de Pontarmé
- 1942 : Le Baron fantôme de Serge de Poligny